# 항구아나과
항구아나과는 닭의장풀목에 속하는 외떡잎식물과의 하나이다. 이 과는 다수의 분류학자들에게 인정되고 있지는 않다.
2003년의 APG II 분류 체계는 이 과를 외떡잎식물군의 닭의장풀군에 속하는 닭의장풀목으로 분류하였다. 이는 특정한 목으로 분류하지 않았던 1998년의 APG 분류 체계에서 약간의 변화가 있는 것이지만, 같은 분류군(APG 분류 체계의 명칭은 commelinoids으로 APG II 분류 체계의 commelinids와 조금 다르다.)으로 분류한다. 이 과는 아주 적은 수의 다년생 열대 식물 종으로 구성되며, 스리랑카와 동남아시아 그리고 오스트레일리아에 자생한다.